# Zygopleurage zygospora
Zygopleurage zygospora är en svampart som först beskrevs av Speg., och fick sitt nu gällande namn av Karel Bernard Boedijn 1962. Zygopleurage zygospora ingår i släktet Zygopleurage och familjen Lasiosphaeriaceae.  Arten är reproducerande i Sverige. Inga underarter finns listade i Catalogue of Life.